# Minnet av en smutsig ängel
Minnet av en smutsig ängel är en roman av Henning Mankell utgiven av Leopard förlag 2011. Romanen utspelar sig i Lourenço Marques i Östafrika i början av 1900-talet.

## Handling
En natt 1904 lämnar den unga svenskan Hanna Lundmark ett fartyg som ankrat i Portugisiska Östafrika. Av en tillfällighet blir hon ägare till den största bordellen i huvudstaden Lourenço Marques. Hon fylls av medkänsla för de prostituerade och hon upprörs över hur de svarta behandlas av den koloniala vita minoriteten. Men de svarta kvinnorna värjer sig för hennes försök till närhet. Mötet med Pedro Pimenta, en entreprenör i de vita människornas rädsla, och en våldsam och brutal tragedi tvingar Hanna att bestämma sig för vem hon är och vilket liv hon egentligen ska leva. Steg för steg förändras hon och växer in i en ny och oväntad roll.